# Corbicula largillierti
Corbicula largillierti es una especie de molusco bivalvo dulcícola de la familia Corbiculidae, originaria del sudeste de Asia como un endemismo de la cuenca del del Río Yangtsé. Debido a mecanismos de introducción antrópica, hoy se encuentra también presente en América y Europa.